# العلاقات الألبانية الإريترية
العلاقات الألبانية الإريترية هي العلاقات الثنائية التي تجمع بين ألبانيا وإريتريا.

## مقارنة بين البلدين
هذه مقارنة عامة ومرجعية للدولتين:
| وجه المقارنة                                              | ألبانيا                                                    | إريتريا                                      |
| --------------------------------------------------------- | ---------------------------------------------------------- | -------------------------------------------- |
| المساحة (كم2)                                             | 28.75 ألف                                                  | 117.60 ألف                                   |
| عدد السكان (نسمة)                                         | 3.02 مليون                                                 | 6.33 مليون                                   |
| الكثافة السكانية (ن./كم²)                                 | 105.04                                                     | 53.83                                        |
| العاصمة                                                   | تيرانا                                                     | أسمرة                                        |
| اللغة الرسمية                                             | اللغة الألبانية                                            | اللغة التغرينية، اللغة العربية، لغة إنجليزية |
| العملة                                                    | ليك ألباني                                                 | ناكفا                                        |
| الناتج المحلي الإجمالي (بليون دولار)                      | 13.04 مليار                                                | 2.61 مليار                                   |
| الناتج المحلي الإجمالي (تعادل القوة الشرائية) بليون دولار | 33.17 مليار                                                |                                              |
| الناتج المحلي الإجمالي الاسمي للفرد دولار أمريكي          | 3.94 ألف                                                   |                                              |
| الناتج المحلي الإجمالي للفرد دولار أمريكي                 | 11.11 ألف                                                  |                                              |
| مؤشر التنمية البشرية                                      | 0.764                                                      | 0.391                                        |
| رمز المكالمات الدولي                                      | +355                                                       | +291                                         |
| رمز الإنترنت                                              | .al                                                        | .er                                          |
| المنطقة الزمنية                                           | توقيت وسط أوروبا، ت ع م+01:00، ت ع م+02:00، أوروبا/تيرانا ‏ | ت ع م+03:00                                  |

## منظمات دولية مشتركة
يشترك البلدان في عضوية مجموعة من المنظمات الدولية، منها:
| علم المنظمة | اسم المنظمة                        | تاريخ انضمام ألبانيا | تاريخ انضمام إريتريا |
| ----------- | ---------------------------------- | -------------------- | -------------------- |
|             | مؤسسة التمويل الدولية              | 15 أكتوبر 1991       | 11 أكتوبر 1995       |
|             | منظمة حظر الأسلحة الكيميائية       | ?                    | ?                    |
|             | يونسكو                             | 16 أكتوبر 1958       | 2 سبتمبر 1993        |
|             | الاتحاد الدولي للاتصالات           | 2 يونيو 1922         | 6 أغسطس 1993         |
|             | الأمم المتحدة                      | 14 ديسمبر 1955       | 28 مايو 1993         |
|             | منظمة الشرطة الجنائية الدولية      | ?                    | ?                    |
|             | البنك الدولي للإنشاء والتعمير      | 15 أكتوبر 1991       | 6 يوليو 1994         |
|             | الاتحاد البريدي العالمي            | ?                    | ?                    |
|             | مؤسسة التنمية الدولية              | 15 أكتوبر 1991       | 6 يوليو 1994         |
|             | وكالة ضمان الاستثمار متعدد الأطراف | 15 أكتوبر 1991       | 10 سبتمبر 1996       |

## وصلات خارجية
- موقع وزارة الخارجية الألبانية